# Tommy på duken
Tommy på duken var en svensk humorserie som sändes på ZTV.
Serien föddes ur humorklubben "Tommy Engstrand mobbad och bunden", som var situerad på Restaurang Skitiga duken i Gamla stan. Den drevs av Pontus Djanaieff, Felix Herngren, Fredrik Lindström och Pontus Ströbaek. Med en uppsjö gästartister, däribland Urban Bergsten och Conny (Gustavsson) Petersén. I samarbete med ZTV gjordes flera liveinspelningar med stå upp och sketcher, som sedan sändes under namnet "Tommy på duken".
Ur detta emanerade "Tommy", som var en humorserie i tolv avsnitt på ZTV. Medverkande var Urban Bergsten, Pontus Djanaieff, Conny (Gustavsson) Petersén, Felix Herngren, Fredrik Lindström och Pontus Ströbaek.